# Журновська Ганна Олегівна
Ганна Олегівна Жу́рновська (нар. 6 березня 1956, Київ) — український графік; член Спілки радянських художників України з 1987 року. Дружина графіка Костянтина Музики, онука художниці Людмили Івковської.

## Біографія
Народилася 6 березня 1956 року в місті Києві (нині Україна). 1980 року закінчила Київський художній інститут, де навчалася у Галини Галинської, Василя Чебаника.
Протягом 1981—1984 років викладала у Київській художній середній школі імені Тараса Шевченка; у 1982—1991 роках співпрацювала з київськими видавництвами «Дніпро», «Веселка», «Радянська школа».
Мешкає у Києві, в будинку на Воскресенському проспекті, № 24.

## Творчість
Працює у галузях станкової і книжкової графіки. Серед робіт:
- станкові роботи: «Павловськ», «Блакитні вірші» (обидва — 1977), «Ранок» (1984), «На дачі» (1986), «Несе Галя воду», «Їхав козак за Дунай», «Ніч така місячна» (усі — 2004);
- ілюстрації до книг: «Зеркальный раб: Китайская сказка» (1982), «Сказка о потерянном времени» Євгена Шварца (1986), «Черная кукла» Хосе Марті (1987; усі — Київ).

Бере участь у художніх виставках з 1977 року.